# Drafteados
Drafteados es un canal de YouTube en español dedicado principalmente al análisis y la discusión del baloncesto, con un enfoque particular en la NBA. Fue fundado por José Sáenz de Tejada y Sergio Andrés Chacón y es un proyecto de periodismo deportivo digital e independiente. Inició sus actividades en 2017.

## Historia
El canal de Youtube fue creado en abril de 2017, en un contexto de creciente interés por la NBA a nivel global. Tras las fenomenales temporadas de rivalidad entre Lebron James y Stephen Curry. Utilizando como canal principal la difusión de video de forma online, desarrollaron una nueva forma de difusión deportiva a través de medios digitales con una actualización constante de la liga americana, que consiguen con la publicación diaria de contenidos.
Durante las distintas temporadas han ido evolucionando de plató según iban ascendiendo sus números. Han pasado de un sofá naranja (más tarde símbolo del proyecto) sobre una pared lisa, hasta platós de alto nivel técnico con hasta varias estancias de grabación. En el último estudio en el que se localizan a día de hoy, disponen de un lugar de grabación de los videos habituales, y otro con una disposición distinta únicamente para la grabación de podcasts.

## Formatos y contenido
El formato de sus videos consiste en ellos dos hablando a cámara en un plato con una mesa y un fondo decorado, similar al plató de un telediario con el fondo mas recargado. Los videos duran entre 18 y 40 minutos, exceptuando los episodios de podcast que suelen superar la hora.

### Podcasts
En febrero de 2021, Drafteados en colaboración con Antoni Daimiel lanzan su primera entrega del podcast 2+1. Este formato formó parte de los podcasts Spotify Originals y fue producido al completo por la plataforma. El nombre es un juego de palabras que hace referencia a los integrantes del podcast y a una expresión del mundo del baloncesto. El podcast es de entrega semanal y se publica los martes en la plataforma de Spotify, en la que se difunde exclusivamente en formato audio. En él, los tres periodistas comentan la actualidad deportiva más importante de la semana junto con dinámicas y juegos.
En primavera de 2023, Spotify decide paralizar el proyecto de Spotify Originals y suspende las grabaciones de todos sus podcasts, incluyendo 2+1. Drafteados toma este hecho como una oportunidad y decide mantener una estrategia continuista del proyecto pero con una producción propia. En octubre de 2023, Jose Calderón se incorpora como cuarto integrante del programa. En este momento, nace 3+1 haciendo referencia al nuevo integrante. Para esta evolución del proyecto, incluyen un plató físico para la grabación, por lo que también se graba y difunde en formato vídeo. Actualmente se está produciendo la segunda temporada. 
El proyecto de 3+1 ha sido un gran éxito para Drafteados, colocando el programa en listas de éxitos en varias plataformas de podcasts como Spotify, iVoox o Podimo. Este éxito les ha permitido organizar episodios en directo desde localizaciones diferentes de la capital (Sala Galileo Galilei, Teatro Pavón), en las que acudieron casi 1000 personas en directo y sumaron más de 180.000 visitas al streaming.
En 2025 el programa fue incluido en la lista de Forbes de los mejores 50 podcast de España.

### Contenido en EE.UU
A la vez que los recursos técnicos aumentaban, también lo hacían las posibilidades profesionales. A finales de 2022 comenzaron sus viajes a Estados Unidos, con el fin de cubrir los partidos desde los pabellones, entrevistar a jugadores y leyendas del baloncesto o simplemente mostrar la experiencia de la NBA en primera persona.
Durante sus viajes han hecho cobertura de varias finales de la NBA y también han cubierto All-Stars en Cleveland 2022 y Utah 2023.
Otros viajes a destacar fueron el evento de la NBA en Paris, la retirada de la camiseta de Pau Gasol en Los Ángeles, la primera final de la NBA Cup en Las Vegas, la entrega del anillo de campeones a los Boston Celtics o el primer Lakers-Celtics de Luka Dončić. También han conseguido entrevistar a grandes leyendas del baloncesto americano como Chris Bosh, Jason Williams, Jaylen Brown, Paul Pierce o Carlos Boozer.[3]

### Concursos
El Barcómetro es un concurso que ocupaba el vídeo del primer domingo de cada mes durante la temporada pasada. En cada capítulo concursaba una pareja de personajes conocidos a los que se les hacían una serie de preguntas escalonadas en distintos niveles. Algunos de los concursantes más destacados fueron Cruz Cafuné, Goorgo, Chris Bosh, Jose Manuel Calderón o Sergio ‘El Chacho’ Rodríguez.

### Ediciones especiales
- Especiales 3+1 en directo
- Directos de Cierre de mercado
- Drafteados Day (Draft NBA)
- Entrevistas a especialistas o jugadores

### Serie con Santiago Aldama
Uno de los últimos proyectos de Drafteados es una serie en colaboración con Santiago Aldama (jugador de los Memphis Grizzlies y único jugador español en la NBA en 2025). Estos videos grabados entre Memphis (Estados Unidos) y conexiones telemáticas, muestran la vida de un jugador de la NBA. Durante los distintos capítulos se ven las rutinas del jugador, resuelve incógnitas, cuenta anécdotas… es decir, muestra su día a día como jugador durante una temporada NBA completa.

## Audiencias y plataformas
Desde su inicio han aumentado progresivamente sus seguidores, llegando a crear una comunidad multitudinaria. Estos son los datos de audiencia en sus principales plataformas:
Youtube: +350.000 suscriptores (+200 millones de visualizaciones totales)
Spotify: +120.000 oyentes al mes
Instagram: +170.000 seguidores
X: 116.829 seguidores
Tik-tok: +160.000 seguidores

## Otros
Buques Club
Buques Club es un proyecto de moda relacionada con el mundo del baloncesto. Está basado en la venta de unidades limitadas mediante drops de diferentes artículos.  Los dos primeros Drops han sido de moda, pero no se cierran a la posibilidad de sacar drops diferentes. La idea de la marca es aportar más allá de diseños básicos y calidad en las prendas y crear una comunidad en la que todos puedan sentirse parte de ella. El término buque forma parte de la jerga interna del canal, es la forma en la que nombran a sus seguidores y como ellos aseguran significa algo grandioso, especial, sobrecogedor...
En abril de 2024 lanzaron su Drop#1, formado por una camiseta, una sudadera y una gorra (300 unidades) las cuales se agotaron en menos de una semana. El Drop#2 se lanzó en diciembre de 2024, formado por dos camisetas y dos sudaderas (600 unidades) que hizo sold-out en 5 días. Se esperan varios lanzamientos más que coincidirán siempre con momentos importantes del calendario NBA. 
Campus Drafteados-Calderón
El campus Drafteados-Calderón es una iniciativa que surge desde la fundación Calderon para hacer llegar el baloncesto a la mayoría de jóvenes posible. Esta fundación tiene una experiencia de más de 10 ediciones en Extremadura. Desde verano de 2023 los integrantes de "drafteados" colaboran con el exjugador NBA José Calderón para llevar a cabo un campus de verano en Madrid con temática de baloncesto.
Tras el gran éxito en las ediciones anteriores, en verano de 2025 se va a llevar a cabo la tercera edición del campus en Madrid.
Viajes Drafteados-Calderón
El último proyecto de Drafteados es el que más ilusión les hace desde la creación del canal: organización de viajes a EEUU para vivir una experiencia NBA. Al inicio de 2025 se asociaron con Jose Manuel Calderón y organizaron dos viajes: en Enero fueron a Los Ángeles y en Marzo a Nueva York. Estos viajes, en los que Drafteados y Calderón viajan con 40 seguidores, mezclan experiencias como entradas a partidos o la posibilidad de jugar en una cancha NBA con el tiempo libre y de turismo en estas ciudades, todo ello con la posibilidad de pasar unos días con Jose, Sergio y Jose Manuel. Todas las temporadas NBA realizarán viajes de este tipo.